# Montagne de Todoque
La montagne de Todoque, en espagnol montaña de Todoque, est un cône volcanique d'Espagne situé dans l'archipel des Canaries, dans l'ouest de l'île de La Palma. Il constitue l'une des nombreuses bouches éruptives de la Cumbre Vieja, le volcan actif de l'île. Cependant, à la différence des autres cônes qui s'égrènent au sommet du volcan, la montagne de Todoque se trouve proche de la mer, à quelques centaines de mètres des falaises littorales, en contrebas du village de Todoque qui lui a donné son nom.
Fin 2021, la coulée de lave émise par la Cumbre Vieja au-dessus du village d'El Paraíso bute contre la montagne de Todoque et la contourne par le sud et le nord avant de rejoindre la mer à ses pieds en formant un delta de lave.

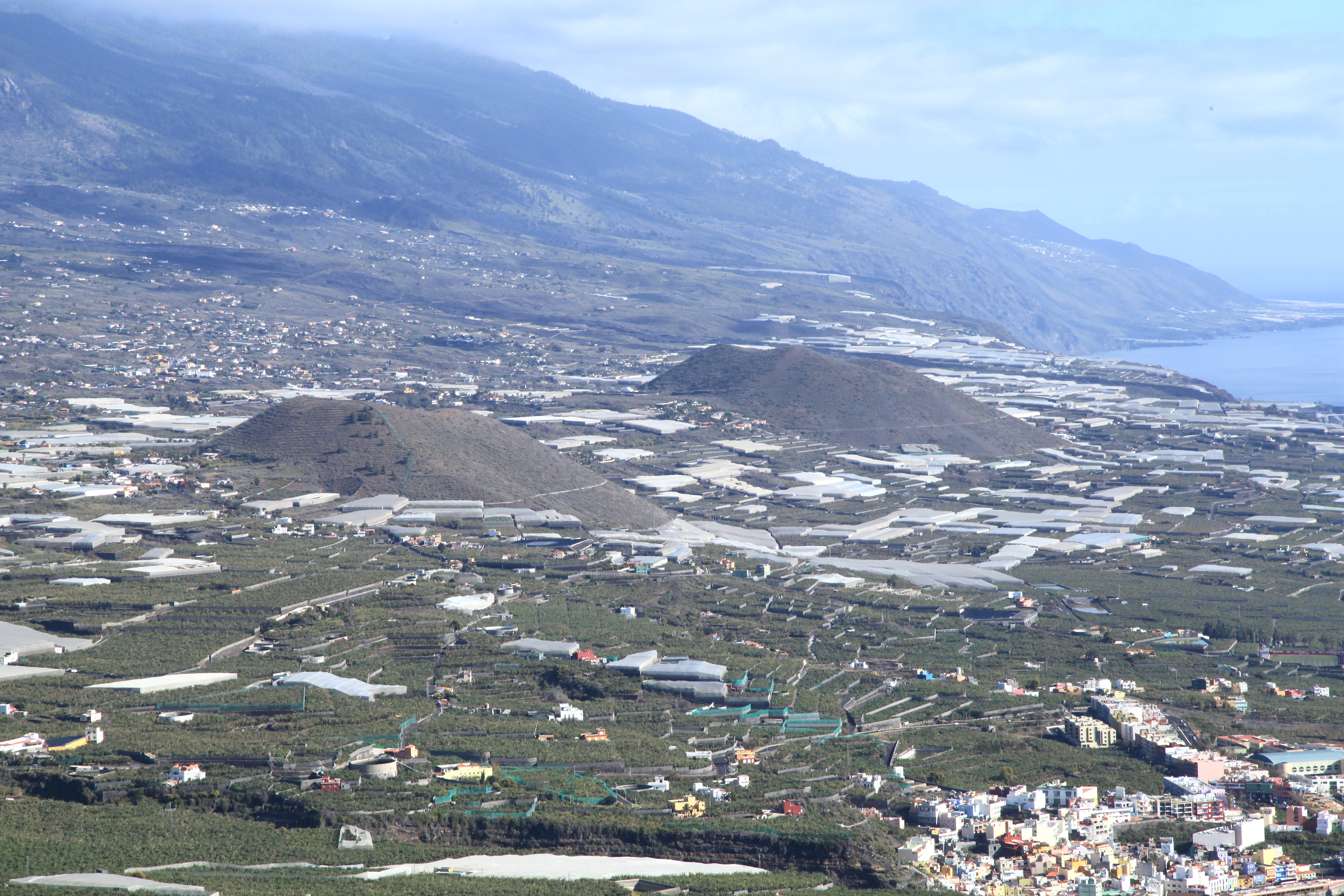
La montagne de La Laguna (à gauche) et la montagne de Todoque (à droite) entourées de bananeraies vues depuis le nord.

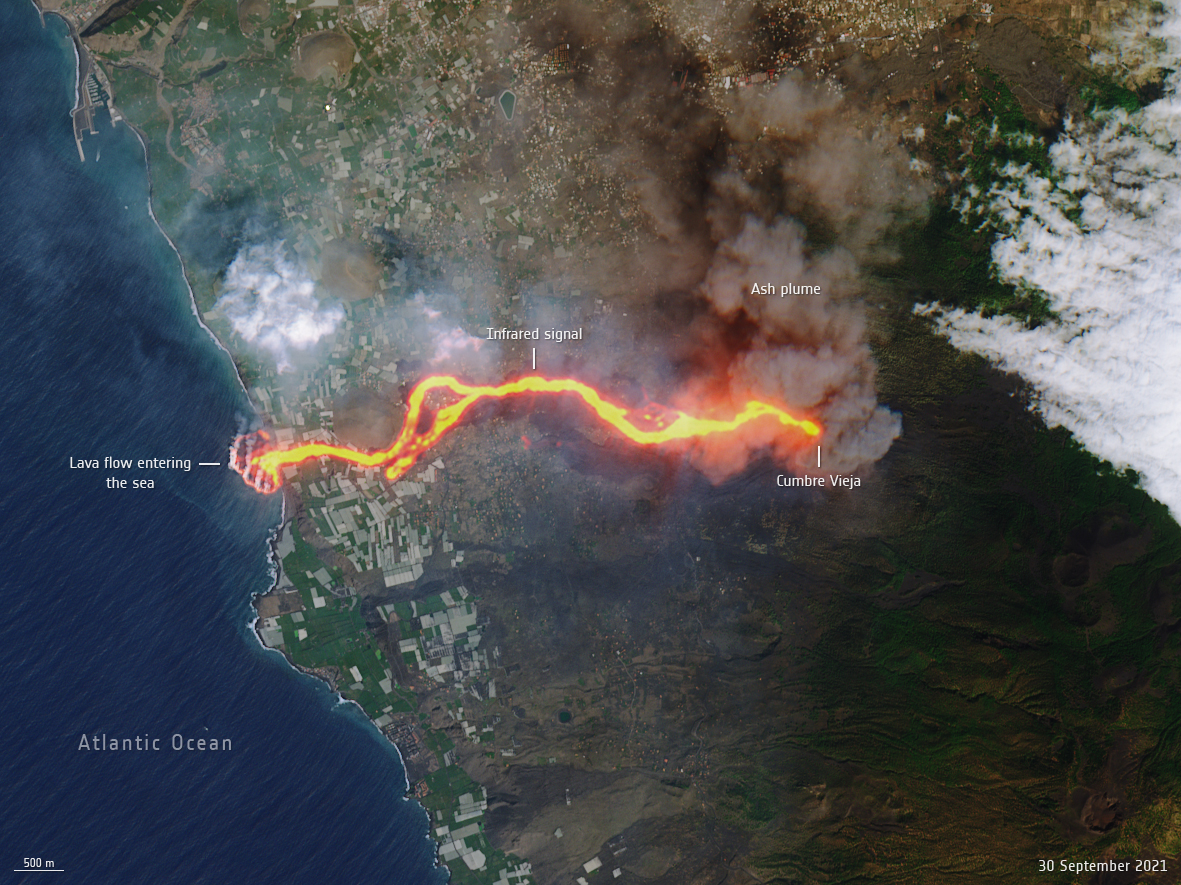
Image satellite de la Cumbre Vieja en éruption le 1er octobre 2021 avec la coulée de lave contournant par le sud la montagne de Todoque avant de se jeter dans la mer.